# Pavonia paucibracteata
Pavonia paucibracteata är en malvaväxtart som beskrevs av M. Thulin. Pavonia paucibracteata ingår i släktet påfågelsmalvor, och familjen malvaväxter. Inga underarter finns listade i Catalogue of Life.